# Francesco Fracanzano
Francesco Fracanzano (Monopoli, 9 luglio 1612 – Napoli, 1656) è stato un pittore italiano, attivo essenzialmente a Napoli nel periodo del barocco.

## Biografia

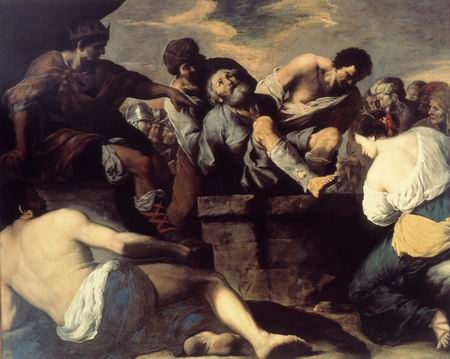
San Gregorio Armeno nel pozzo (chiesa di San Gregorio Armeno, Napoli)

Figlio del pittore Alessandro e fratello di Cesare, Francesco, nel 1622, si trasferisce a Napoli per entrare nella bottega del Ribera. Fu successivamente maestro di Salvator Rosa, quest'ultimo fratello di Giovanna, nonché sua moglie. 
«Il 19 ottobre dell'anno 1632 nella parrocchia di S. Maria d'Ogni Bene fu steso il contratto matrimoniale tra Francesco Fracanzani pittore e Giovanna de Rosa». Essendo morto il padre della sposa, Vito Antonio, «che esercitava la professione di tabulario, ossia una specie di architetto, agrimensore, maestro muratore nel poverissimo sobborgo della Napoli del seicento, che era sotto la parrocchia della Renella», si presentarono a testimoniare per lei lo zio Domenico Antonio Greco, «che aveva allora trentadue anni, e Salvator Rosa che ne aveva appena diciassette».
Per un certo periodo le sue attività sono state condivise con il cognato Salvator Rosa e con Aniello Falcone, specializzato in scene di battaglia.
Di stampo caravaggista, la sua pittura fu inizialmente accostata alla scuola dello Spagnoletto e più in particolare a quella del Maestro dell'Annuncio ai pastori. Col tempo poi, la sua arte si è allontanata dall'influenza tenebrista per assumere stili più luminosi e chiari. I capolavori del Fracanzano sono riconosciuti su tutti nelle due tele con Storie della vita di San Gregorio Armeno del 1635 nella chiesa di San Gregorio Armeno a Napoli.

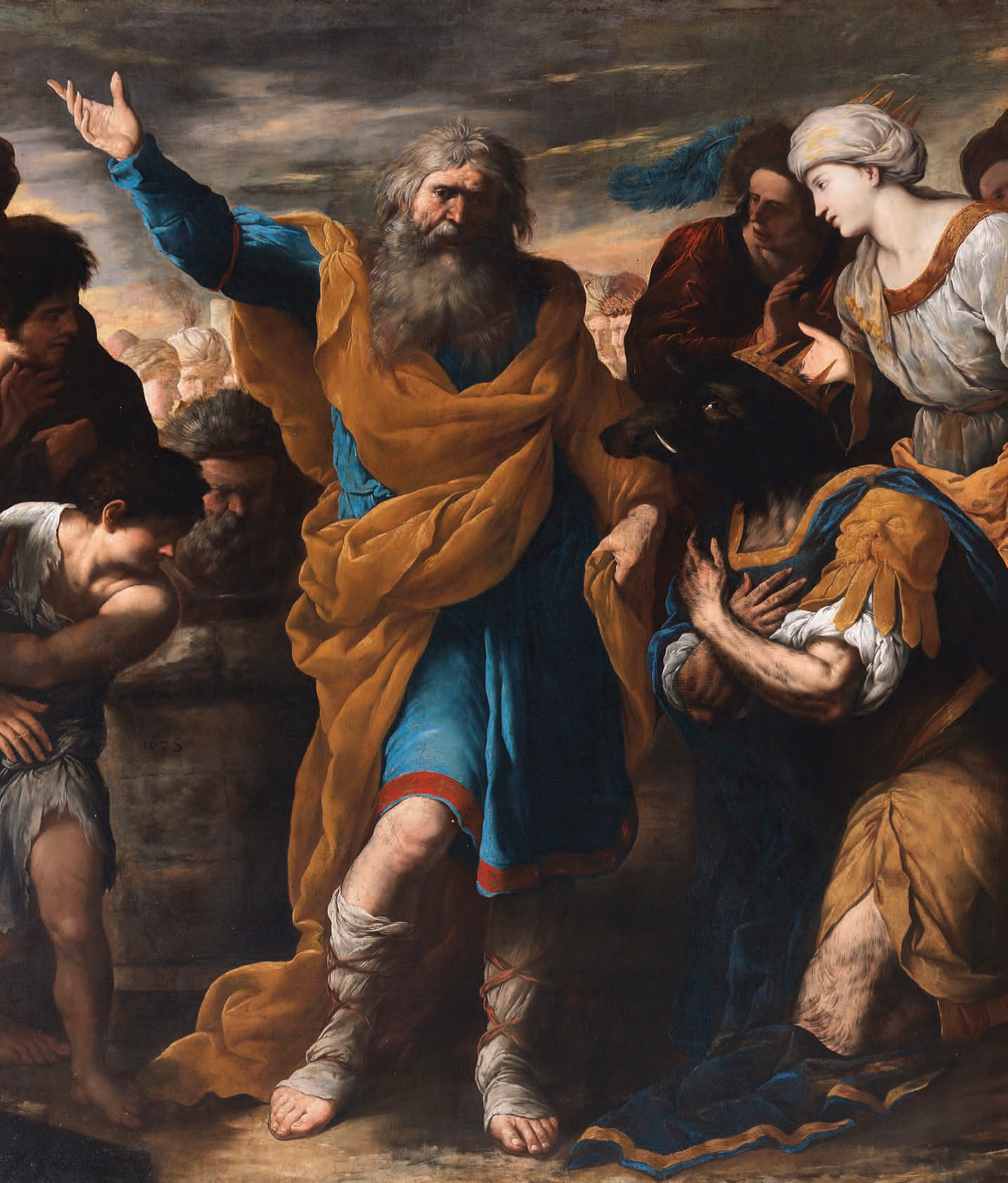
Il re Tiridate implora san Gregorio perché gli vengano restituite sembianze umane, (Chiesa di San Gregorio Armeno, Napoli)

Il figlio, Michelangelo, fu anch'egli pittore; tuttavia non riuscì mai ad eguagliare il successo del padre.

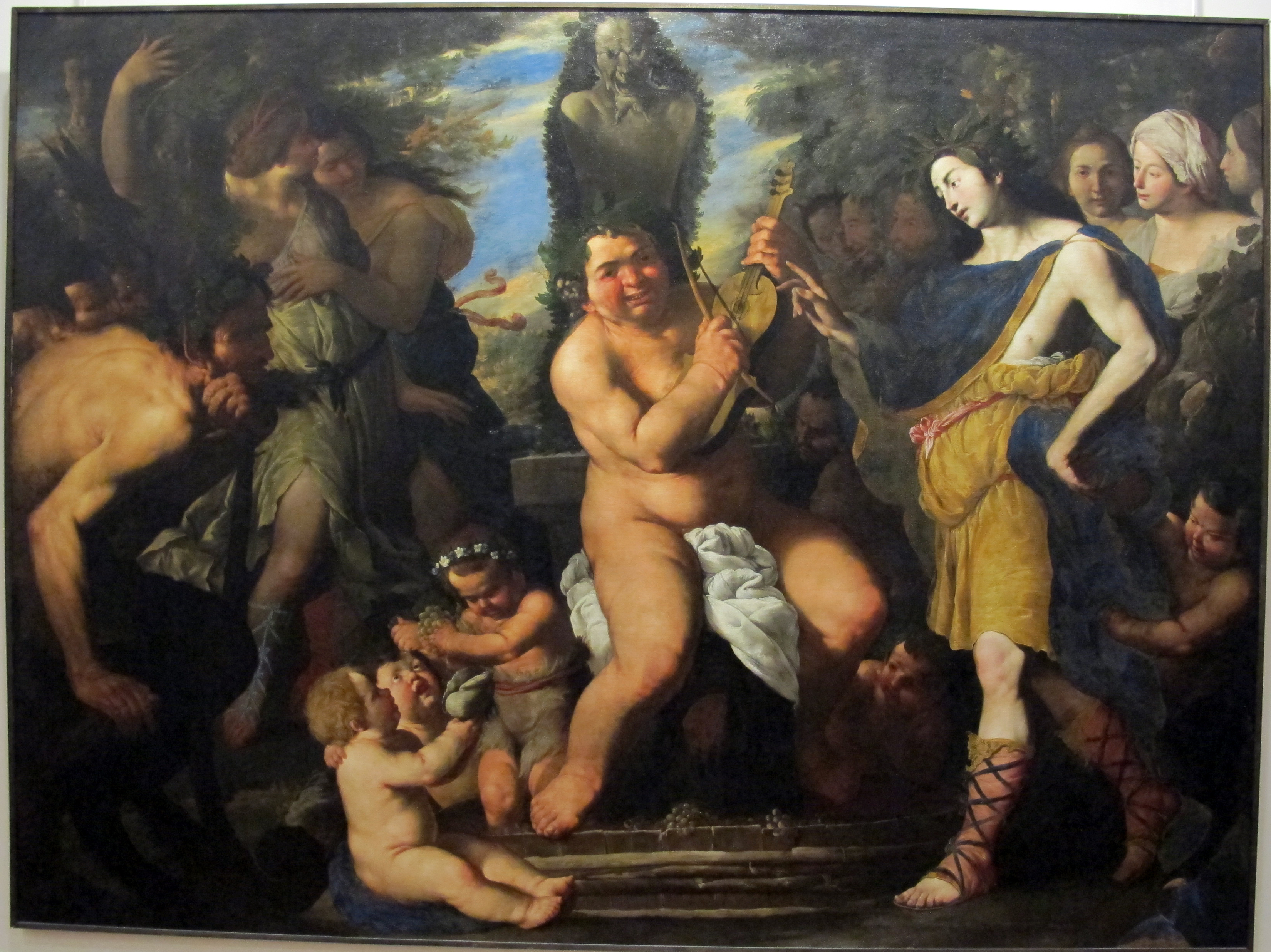
Trionfo di Bacco, (Museo nazionale di Capodimonte, Napoli)

Morì nella grande pestilenza di Napoli nel 1656.

## Alcune opere
- Il figliol prodigo (pinacoteca provinciale, Bari)
- Il figliol prodigo (museo nazionale di Capodimonte, Napoli).
- San Paolo e San Antonio Abate Eremita (chiesa di Sant'Onofrio dei Vecchi, Napoli).
- San Gregorio Armeno nel pozzo (chiesa di San Gregorio Armeno, Napoli).
- San Benedetto (Chiesa di San Gregorio Armeno, Napoli)
- Negazione di Pietro (Boblot Collection, Parigi).
- Eraclito (kunsthistorisches Museum, Vienna).
- Ecce Homo (Harris Collection, New York).
- Morte di San Giuseppe (chiesa della Santissima Trinità dei Pellegrini, Napoli).
- Apostolo (museo nazionale di Capodimonte, Napoli).
- Santa Barbara condotta al martirio (museo civico di Castel Nuovo, Napoli).
- San Bartolomeo (Chiesa di San Pasquale (Taranto).
- San Simone (Chiesa di San Pasquale (Taranto).
- San Matteo o Giuda Iscariota (Chiesa di San Pasquale (Taranto).
- Sant’Andrea (Chiesa di San Pasquale (Taranto).
- Salvator Mundi (Chiesa di San Pasquale (Taranto).
- Ritratto di Ludovico Carducci Artenisio (Collezione privata Famiglia Carducci Artenisio, Roma).